# Diocesi di Caradro
La diocesi di Caradro (in latino Dioecesis Charadruntina) è una sede soppressa del patriarcato di Antiochia e una sede titolare soppressa della Chiesa cattolica.

## Storia
Caradro, corrispondente al villaggio di Yakacık (già Kaladiran), nel distretto di Gazipaşa in Turchia, è un'antica sede vescovile della provincia romana di Isauria nella diocesi civile d'Oriente. Faceva parte del patriarcato di Antiochia ed era suffraganea dell'arcidiocesi di Seleucia. La diocesi non appare in nessuna Notitia Episcopatuum dell'epoca.
Di questa diocesi è noto un solo vescovo, Nunechio, che si fece rappresentare al concilio di Calcedonia del 451 dal metropolita Basilio di Seleucia. Lo stesso vescovo sottoscrisse nel 458 la lettera dei vescovi dell'Isauria all'imperatore Leone I dopo l'uccisione del patriarca Proterio di Alessandria. Nella lettera Nunechio si firmò come episcopus Lami et Charadri, indizio che tra il 451 e il 458 le due sedi furono unite, o rette dallo stesso vescovo.
Caradro è stata per un certo periodo una sede vescovile titolare della Chiesa cattolica, soppressa nel 1930.

## Cronotassi

### Vescovi greci
- Nunechio † (prima del 451 - dopo il 458)

### Vescovi titolari
- Pierre Trenchant, M.E.P. † (1802 - 18 aprile 1806 deceduto)
- Francisco de la Concepción Ramírez y González, O.F.M. † (28 giugno 1861 - 18 luglio 1869 deceduto)
- John Leonard † (1º ottobre 1872 - 19 febbraio 1908 deceduto)[2]
- Michel Antoine Marie Vuylsteke, O.P. † (10 giugno 1910 - 4 agosto 1930 deceduto)